# Список персонажів Grand Theft Auto IV: The Ballad of Gay Tony
У даній статті наведена інформація про персонажів гри «Grand Theft Auto: The Ballad of Gay Tony».

## Головний герой
Озвучив: Маріо Д'Леон
Луїс Лопес є американцем домініканського походження. Є особистим охоронцем і правою рукою Тоні «Гея» Прінса. Іноді підробляє охоронцем в нічному клубі «Мезонет 9». У Луїса є мати, Адріана Лопес, брат Ернесто і сестра Літа. Відомо, що його сестру зґвалтував її вчитель. За це Луїс його вбив і сів у віці 17 років, після чого працював наркодилером в Нортвуді. Після того, як Тоні заборгував грошей Морі Кіббуцу, Рокко та сім'ї Анчелотті, Луїс виконує для них деякі доручення. Він також знайомиться з будівельним магнатом Юсуфом Аміром і допомагає йому вкрасти військовий гелікоптер, танк і вагон поїзда. Потім він разом з Тоні і Еваном їде на операцію з купівлі діамантів, але операція зривається через напад Джонні Клебіца. Луїс везе Тоні розділяючись з Еваном, який відвозить діаманти. Пізніше стає відомо, що Джонні вбив Евана і забрав діаманти. Луїс виконує ще кілька доручень Юсуфа і Морі. Пізніше йому дзвонить Тоні і каже що знає де відбудеться операція з продажу їх діамантів. Луїс вирушає туди, зриваючи угоду, в якій беруть участь Джонні Клебіц та Ніко Беллик і забирає діаманти.

## Основні персонажі
- Тоні Прінс - відкритий гомосексуал та власник нічного клуба «Мезонет 9» і гей-клуба «Геркулес». Луїс Лопес є його другом, особистим охоронцем та правою рукою. На початку гри Тоні зустрічався із хлопцем на ім'я Еван Мосс. Регулярно потряпляє у проблеми із мафією, з яких Луїсу доводиться його рятувати.
- Юсуф Амір - надзвичайно багатий будівельний магнат із Дубаю, який дає Луїсу завдання вкрасти для нього бронетранспортер, бойовий гелікоптер та вагон метро. Має проблеми із міським професійним союзом будівельників.
- Морі Кібуц - бізнесмен чоловік із дуже гарно розвиненою мускулатурою, який, як і його молодший брат Брусі, схиблений на досягненні ще кращої мускулатури. В молодості служив в ізраїльській армії. Він часто насміхається зі свого брата. Тоні Прінс заборгував йому гроші, тому Луїсу доводиться виконати для нього декілька завдань щоб відпрацювати ці гроші.
- Адріана Лопес - матір Луїса Лопеса, а також Лети та Ернесто, яка живе в Нортвуді. Вона часто критикує Луїса за те, що на відміну від його брата та сестри, не пішов до коледжу і зараз займається протизаконною діяльністю. Ставиться до Армандо та Енріке, які є друзями Луїса, як до власних синів.
- Рей Булгарін - впливовий бос російської мафії, який винаймає Луїса щоб той змусив бізнесмена Марка Ашвілі продати свій хокейний клуб, а коли це не вдається, вбити його. Пізніше Булгарін дізнається, що Тоні причетний до викрадення в нього діамантів, і влаштовує для нього засідку, з якої Луїсі вдається втекти. Пізніше Луїс зриває його угоду із продажу наркотиків, вкрадених в Дмітрія Раскалова, і вбиває його в літаку, на якому Булгарін намагається втекти.
- Рокко Пелосі - рядовий член кримінальної родини Анчелотті, який разом із своїм дядьком Вінсом займається вибиванням боргів. Тоні позичив велику суму грошей в дона Анчелотті, але не в змозі повернути цю суму, тому Роко видає декілька завдань Луїсу щоб відпрацювати частину боргу.

## Другорядні персонажі
- Еван Мосс - бойфренд Тоні Прінса. Луїс із ним погано ладить через те, що він привчив Тоні до наркотиків. Еван був вбитий байкерами з "The Lost MC" під час невдалої операції з купівлі діамантів.
- Армандо Торрес та Енріке Бардас - дрібні наркодилери з Нортвуда та друзі дитинства Луїса Лопеса. Вони є наївними і легковажними та часто потрапляють у неприємності, за що Луїс їх регулярно критикує. Луїс також пропонував знайти для них нормальну роботу, але вони відмовлялись, кажучи що не хочуть працювати на старого гея. Армандо може привозити Луїсу зброю, якщо він подзвонить і попросить про це.
- Брусі Кібуц - молодший брат Морі Кібуца, який постійно зазнає насмішок від брата.
- Тімур - помічник Рея Булгаріна, який також допомагає Луїсу в його місіях. Коли Луїс приходить додому до Булгаріна, то він кожного разу бачить як Тімур грає на гітарі, а Булгарін танцює під звуки гітари. Вбитий Луїсом в кінці гри під час невдалої угоди Булгаріна із продажу наркотиків.
- Грейсі Анчелотті - дочка дона кримінальної родини Анчелотті, яка часто проводить час в компанії Тоні Прінса. Була викрадена Ніко Белликом та Пакі МакРірі, тому Луїсу і Тоні довелося докласти зусиль для її звільнення.

## Інші персонажі
- Ніко Беллик - в самому початку гри грабує банк, поки Луїс лежить на підлозі поруч. Пізніше разом із Джонні Клебіцем невдало намагається продати діаманти для Рея Бочіно, які в них викрадає Луїс. Ще через деякий час обмінює діаманти в Ніко та Паккі на Грейсі Анчелотті.
- Джонні Клебіц - зриває продаж кухарем діамантів Тоні Прінсу і забирає діаманти, щоб потім передати Рею Бочіно. Пізніше разом із Ніко Белликом невдало намагається продати діаманти для Рея Бочіно, які в них викрадає Луїс.
- Дессі - охоронець клубу "Мезонет 9" та друг Луїса Лопеса.
- Трой - охоронець клубу "Геркулес", який незадоволений своєю роботою і за будь-якої можливості просить Луїса або Тоні перевести його на іншу посаду.
- Абдул Амір - батько Юсуфа Аміра, який несподівано з'являється в апартаментах Юсуфа і застає його танцюючим без штанів в присутності Луїса та повії.
- «Селебінейтор» - популярний блогер, який в своєму блозі критикує клуб "Мезонет 9". Луїс та Тоні залякують його змушуючи припинити писати в блозі про їх клуб.